# 可愛嶽実男
可愛嶽 実男（えのだけ さねお、1905年7月17日 - 没年不明）は、昭和時代の大相撲力士。出羽海部屋所属。本名は森 実雄。最高位は十両4枚目。

## 経歴
宮崎県延岡市出身。出羽海部屋に入門し、1926年1月「嶋和泉」の四股名で序ノ口に就く。番付を上げ、1932年1月には幕下上位だったが、春秋園事件による大量の脱退者が出たため、その穴埋めのため十両に昇進した。2場所続けて勝ち越すことなく同年5月に幕下に落ちた。この場所から「可愛嶽」と改名した。1933年1月再び十両に上がったが、2場所続けて負け越して幕下に落ち、1934年1月に廃業した。

## 改名
嶋和泉→可愛嶽